# Perou
Perou ist ein Ort im Quarter (Distrikt) Castries im Westen des Inselstaates St. Lucia in der Karibik. 

## Geographie
Der Ort liegt am Nordhang über dem Tal des Roseau River, zwischen Coolietown und La Croix Maingot in einem Tal des Mount Terr Fallée.

## Klima
Nach dem Köppen-Geiger-System zeichnet sich Perou durch ein tropisches Klima mit der Kurzbezeichnung Af aus.